# Villa Edelweiß (Radebeul)
Die Villa Edelweiß steht im Gradsteg 34 im Stadtteil Niederlößnitz der sächsischen Stadt Radebeul, auf einem Eckgrundstück zur Karl-Liebknecht-Straße.

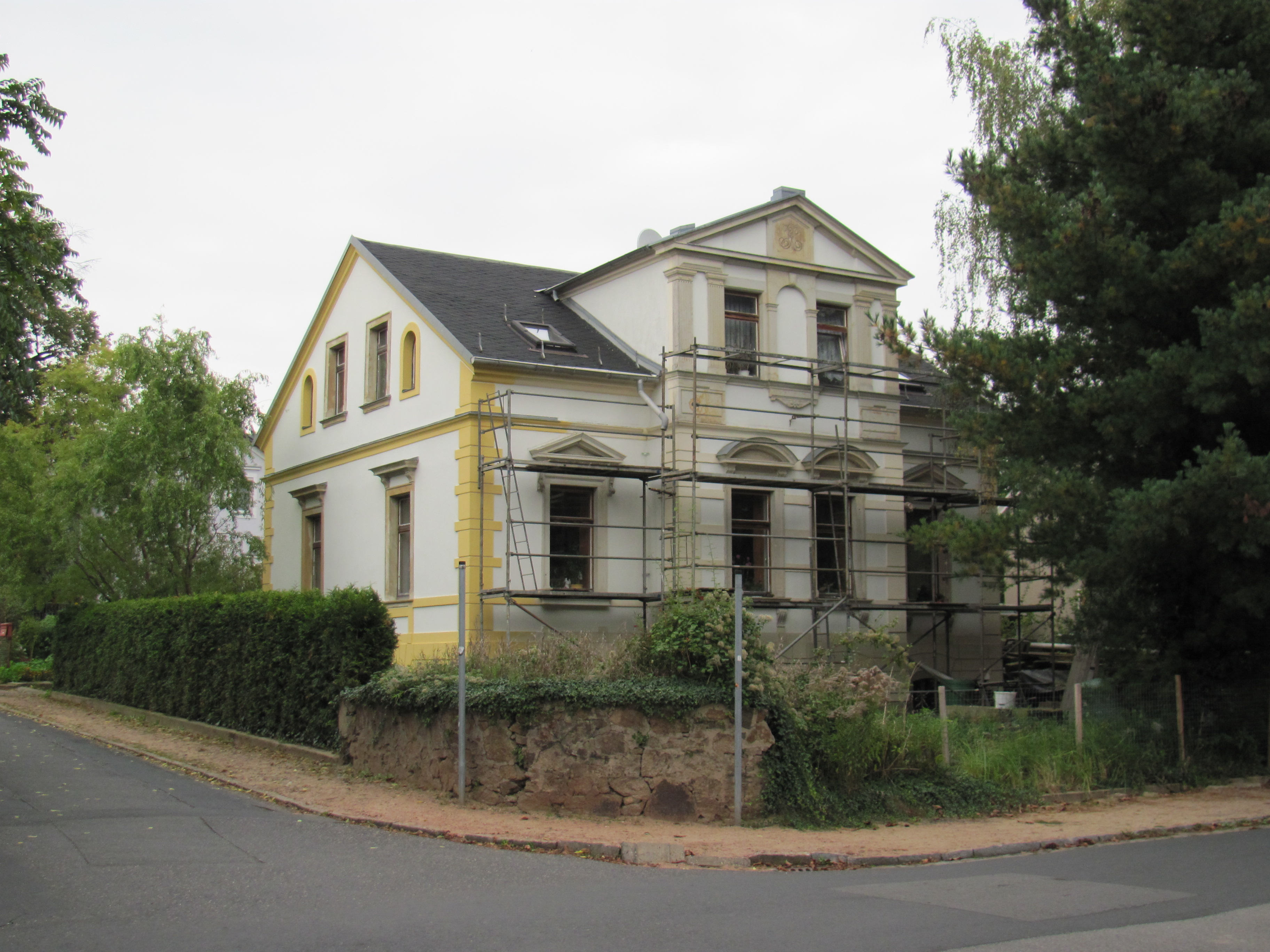
Villa Edelweiß

## Beschreibung

Gradsteg von der Kreuzung Karl-Liebknecht-Straße aus. Im Hintergrund auf der Hangkante: Friedensburg. Die Villa Edelweiß ist von dem weißen Schriftfeld verdeckt, die Straße ist mit gleichartigen Typhäusern bebaut. Postkarte, 1906

Die denkmalgeschützte Villa steht giebelständig zum Gradsteg. Sie ist ein eingeschossiges Wohnhaus auf einem hohen Souterrain und mit einem flachen Satteldach über einem Drempel. Auf der Nordseite steht ein Eingangsvorbau.
Die Hauptansicht geht nach Süden zur Karl-Liebknecht-Straße. Dort steht ein zweigeschossiger Mittelrisalit, das Obergeschoss durch Pilaster und eine Rundbogennische betont, darüber ein Dreiecksgiebel.
Das verputzte Gebäude wird durch Gesimse und Putzgliederungen geschmückt, hinzu kommen Fenstergewände aus Sandstein mit geraden Verdachungen, auf der Südseite stattdessen mit Giebelverdachungen und Sohlbänken auf Konsolen im Risalit.

## Geschichte
Im Juli 1882 beantragte der Bauunternehmer Johann Heinrich Winkler aus Niederlößnitz den Bau einer Villa nach Entwurf von F. A. Bernhard Große. Die Baurevision erfolgte im April 1883.

### Weitere Bauten von Johann Heinrich Winkler in Niederlößnitz
Ebenfalls von F. A. Bernhard Große stammte die 1886/1887 für Winkler errichtete Villa Karl-Liebknecht-Straße 17, dann folgten 1887/1888 die Villa Heinrich-Zille-Straße 66 und 1888/1889 die Villa Josephine. 1889/1890 ließ er sich von Carl Käfer die Villa Karl-Liebknecht-Straße 12 entwerfen, und 1897/1898 erstellte ihm Adolf Neumann die Mietvilla Johann Heinrich Winkler in der Thomas-Mann-Straße 3.